# Konzhukovia sangabrielensis
Konzhukovia sangabrielensis é um extinto anfíbio pré-histórico pertencente à família dos Temnospondyli.
Um fóssil desta espécie foi achado em 2008, na cidade de São Gabriel, interior do Rio Grande do Sul, Brasil. A partir de então, as instituições de ensino: Universidade Federal do Pampa, a Universidade Federal de Santa Maria e a Universidade de São Paulo, passaram a pesquisar e a comprovar seu gênero. Em função do local do descobrimento, a espécie, que viveu em torno de 260 milhões de anos atrás na região, recebeu este nome como homenagem a cidade.
Este animal era um predador carnívoro de 3 metros de comprimento, com grande semelhança a uma salamandra e que se locomovia com facilidade, tanto nas matas como nos rios.